# Совет департамента Манш
Совет департамента Манш (до марта 2015 года — Генеральный совет департамента Манш) — верховный орган управления департамента Манш. После реформы 2015 года избирается на 6 лет и состоит из 54 советников, избираемых по мажоритарной системе в 27 кантонах (от каждого кантона по два советника, обязательно один мужчина и одна женщина).

## Президенты Совета
- 1998 — 2015 — Жан-Франсуа Ле Гран (Объединение в поддержку Республики, Союз за народное движение)
- 02.04.2015 — 03.11.2015 — Филипп Ба (Республиканцы)
- 04.11.2015 — 05.01.2016 — Марк Лефевр (Разные правые)
- 06.01.2016 — 05.11.2017 — Филипп Ба (Республиканцы)
- 06.11.2017 — 30.06.2021 — Марк Лефевр (Разные правые)
- с 01.07.2021 — Жан Морен (Разные правые)

## Состав Совета департамента (2021—2028)
|                        | Партия                  | Кол-во мест            | +/- (к 2015 г.)        |
| Большинство (40 мест): | Большинство (40 мест):  | Большинство (40 мест): | Большинство (40 мест): |
| ---------------------- | ----------------------- | ---------------------- | ---------------------- |
|                        | Разные правые           | 29                     | -1                     |
|                        | Республиканцы           | 7                      | +2                     |
|                        | Разные центристы        | 4                      | -1                     |
| Оппозиция: (14 мест)   |                         |                        |                        |
|                        | Социалистическая партия | 6                      | −4                     |
|                        | Разные левые            | 6                      | +2                     |
|                        | Разные центристы        | 1                      | +1                     |
|                        | Вперёд, Республика!     | 1                      | +1                     |

## Члены Совета департамента Манш (2021—2028)
| Кантон                    |  | Советник               | Партия                  |
| ------------------------- |  | ---------------------- | ----------------------- |
| Авранш                    |  | Катрин Брюно-Рин       | Республиканцы           |
| Авранш                    |  | Антуан Делоне          | Республиканцы           |
| Агон-Кутенвиль            |  | Изабель Буйер-Мопа     | Разные правые           |
| Агон-Кутенвиль            |  | Дамьен Пиллон          | Разные правые           |
| Бреаль                    |  | Валери Купель-Бофиль   | Разные правые           |
| Бреаль                    |  | Ален Наварре           | Разные центристы        |
| Брикебек-ан-Котантен      |  | Франсуаза Лероссиньоль | Разные правые           |
| Брикебек-ан-Котантен      |  | Дамьен Фере            | Разные правые           |
| Валонь                    |  | Кристель Кастлен       | Разные правые           |
| Валонь                    |  | Жак Коклен             | Разные правые           |
| Валь-де-Сер               |  | Даниэль Дени           | Разные центристы        |
| Валь-де-Сер               |  | Брижит Леже-Лепесан    | Разные центристы        |
| Вильдьё-ле-Поэль-Руффиньи |  | Филипп Ба              | Республиканцы           |
| Вильдьё-ле-Поэль-Руффиньи |  | Мартин Лемуэн          | Разные правые           |
| Гранвиль                  |  | Сильви Гате            | Разные правые           |
| Гранвиль                  |  | Иван Тайебуа           | Разные правые           |
| Изиньи-ле-Бюа             |  | Жесси Орвен            | Разные правые           |
| Изиньи-ле-Бюа             |  | Франк Эснуф            | Разные правые           |
| Карантан-ле-Маре          |  | Мариз Ле Гоф           | Разные правые           |
| Карантан-ле-Маре          |  | Эрве Мари              | Разные правые           |
| Кетревиль-сюр-Сьен        |  | Эрве Аньес             | Разные правые           |
| Кетревиль-сюр-Сьен        |  | Дани Леду              | Разные правые           |
| Конде-сюр-Вир             |  | Мишель де Бокудре      | Разные правые           |
| Конде-сюр-Вир             |  | Мари-Пьер Фовель       | Разные правые           |
| Креанс                    |  | Эдвиг Колет            | Разные правые           |
| Креанс                    |  | Жан Морен              | Разные правые           |
| Кутанс                    |  | Грегори Гальбадон      | Вперёд, Республика!     |
| Кутанс                    |  | Соня Лабри             | Разные центристы        |
| Ла-Аг                     |  | Натали Мадек           | Разные левые            |
| Ла-Аг                     |  | Жан-Марк Фригу         | Разные левые            |
| Ле-Пьё                    |  | Фредерика Бури         | Разные левые            |
| Ле-Пьё                    |  | Бенуа Фидлен           | Разные левые            |
| Мортене                   |  | Лидия Брион            | Разные правые           |
| Мортене                   |  | Эрве Дессеруэр         | Республиканцы           |
| Пон-Эбер                  |  | Жан-Клод Бро           | Разные правые           |
| Пон-Эбер                  |  | Николь Годар           | Разные правые           |
| Понторсон                 |  | Андре Дено             | Разные правые           |
| Понторсон                 |  | Валери Нувель          | Разные правые           |
| Сен-Ло-1                  |  | Филипп Гослен          | Республиканцы           |
| Сен-Ло-1                  |  | Адель Омме             | Разные правые           |
| Сен-Ло-2                  |  | Брижитт Буажеро        | Разные правые           |
| Сен-Ло-2                  |  | Матьё Лебрён           | Разные центристы        |
| Сент-Илер-дю-Аркуэ        |  | Жаки Буве              | Разные правые           |
| Сент-Илер-дю-Аркуэ        |  | Карин Грассе-Майё      | Республиканцы           |
| Шербур-ан-Котантен-1      |  | Эмманюэль Белле        | Социалистическая партия |
| Шербур-ан-Котантен-1      |  | Пьер-Франсуа Лежён     | Социалистическая партия |
| Шербур-ан-Котантен-2      |  | Карин Дюваль           | Социалистическая партия |
| Шербур-ан-Котантен-2      |  | Тьерри Летузе          | Разные левые            |
| Шербур-ан-Котантен-3      |  | Изабель Фонтен         | Республиканцы           |
| Шербур-ан-Котантен-3      |  | Аксель Фонтен-Ларивьер | Разные центристы        |
| Шербур-ан-Котантен-4      |  | Одиль Лефе-Верон       | Социалистическая партия |
| Шербур-ан-Котантен-4      |  | Доминик Эбер           | Социалистическая партия |
| Шербур-ан-Котантен-5      |  | Стефани Купе           | Разные левые            |
| Шербур-ан-Котантен-5      |  | Жиль Лелон             | Социалистическая партия |

## Состав Совета департамента (2015—2021)
|                        | Партия                        | Кол-во мест            | +/- (к 2011 г.)        |
| Большинство (40 мест): | Большинство (40 мест):        | Большинство (40 мест): | Большинство (40 мест): |
| ---------------------- | ----------------------------- | ---------------------- | ---------------------- |
|                        | Разные правые                 | 29                     | +8                     |
|                        | Республиканцы                 | 5                      | -4                     |
|                        | Союз демократов и независимых | 5                      | +2                     |
|                        | Вставай, Франция              | 1                      | 0                      |
| Оппозиция: (14 мест)   |                               |                        |                        |
|                        | Социалистическая партия       | 10                     | −2                     |
|                        | Разные левые                  | 4                      | -1                     |

Исполнительный комитет Совета департамента (2015-2021)

## Исполнительный комитет Совета департамента
- Президент — Марк Лефевр  (Разные правые, кантон Карантан)
- 1-й вице-президент (территории, население, инфраструктура) — Жан Морен ("Вставай, Франция", кантон Креанс)
- 2-й вице-президент (образование, проблемы молодежи) — Кристин Лебашле (Разные правые, кантон Валь-де-Сер)
- 3-й вице-президент (социальные вопросы) — Бернар Треэ (Разные правые, кантон Изиньи-ле-Бюа)
- 4-й вице-президент (энергетика, окружающая среда, инновации) — Валери Нувель  (Разные правые, кантон Понторсон)
- 5-й вице-президент (сельское хозяйство, экономическое развитие) — Патрис Пилле (Республиканцы, кантон Брикебек )
- 6-й вице-президент (спорт) — Мари-Пьер Фовель  (Разные правые, кантон Конде-сюр-Вир)
- 7-й вице-президент (государственные заказы) — Франсуа Бриер (Разные правые, кантон Сен-Ло-1)
- 8-й вице-президент (культура) — Катрин Брюно-Рин  (Разные правые, кантон Авранш)
- 9-й вице-президент (финансы, территориальная реформа) — Жак Коклен  (Разные правые, кантон Валонь)
- 10-й вице-президент (интеграция) — Анна Арель  (Разные правые, кантон Кутанс)
- 11-й вице-президент (туризм) — Жан-Марк Жюльян (Союз демократов и независимых, кантон Гравниль)

| Кантон             |  | Советник                 | Партия                        |
| ------------------ |  | ------------------------ | ----------------------------- |
| Авранш             |  | Катрин Брюно-Рин         | Разные правые                 |
| Авранш             |  | Антуан Делоне            | Республиканцы                 |
| Агон-Кутенвиль     |  | Габриэль Доб             | Союз демократов и независимых |
| Агон-Кутенвиль     |  | Доминик Ларсоннёр-Морель | Республиканцы                 |
| Бреаль             |  | Патрисия Леконт          | Разные правые                 |
| Бреаль             |  | Ален Наварре             | Разные правые                 |
| Брикебек           |  | Франсуаза Лероссиньоль   | Разные правые                 |
| Брикебек           |  | Патрис Пилле             | Республиканцы                 |
| Валонь             |  | Кристель Кастлэн         | Разные правые                 |
| Валонь             |  | Жак Коклен               | Разные правые                 |
| Валь-де-Сер        |  | Кристин Лебашле          | Разные правые                 |
| Валь-де-Сер        |  | Жан Лепети               | Разные правые                 |
| Вильдьё-ле-Поель   |  | Филипп Ба                | Республиканцы                 |
| Вильдьё-ле-Поель   |  | Мартин Лемуэн            | Разные правые                 |
| Гранвиль           |  | Сильви Гате              | Разные правые                 |
| Гранвиль           |  | Жан-Марк Жюльян          | Союз демократов и независимых |
| Изиньи-ле-Бюа      |  | Бернар Треэ              | Разные правые                 |
| Изиньи-ле-Бюа      |  | Мари-Элен Филатр         | Разные правые                 |
| Карантан           |  | Мариз Ле Гоф             | Разные правые                 |
| Карантан           |  | Марк Лефевр              | Разные правые                 |
| Кетревиль-сюр-Сьен |  | Пьер де Кастеллан        | Разные правые                 |
| Кетревиль-сюр-Сьен |  | Мариз Эдуен              | Разные правые                 |
| Конде-сюр-Вир      |  | Мишель де Бокудре        | Разные правые                 |
| Конде-сюр-Вир      |  | Мари-Пьер Фовель         | Разные правые                 |
| Креанс             |  | Шанталь Баржоль          | Разные правые                 |
| Креанс             |  | Жан Морен                | Вставай, Франция              |
| Кутанс             |  | Анна Арель               | Разные правые                 |
| Кутанс             |  | Жан-Доминик Бурден       | Союз демократов и независимых |
| Ла-Аг              |  | Ивелин Дрюэ              | Разные левые                  |
| Ла-Аг              |  | Жан-Поль Фортен          | Разные левые                  |
| Ле-Пьё             |  | Фредерика Бури           | Разные левые                  |
| Ле-Пьё             |  | Франсуа Руссо            | Разные левые                  |
| Мортене            |  | Валери Норман            | Разные правые                 |
| Мортене            |  | Серж Деланд              | Республиканцы                 |
| Пон-Эбер           |  | Жан-Клод Бро             | Союз демократов и независимых |
| Пон-Эбер           |  | Николь Годар             | Союз демократов и независимых |
| Понторсон          |  | Андре Дено               | Разные правые                 |
| Понторсон          |  | Валери Нувель            | Разные правые                 |
| Сен-Ло-1           |  | Франсуа Бриер            | Разные правые                 |
| Сен-Ло-1           |  | Адель Омме-Лельевр       | Разные правые                 |
| Сен-Ло-2           |  | Брижитт Буажеро          | Разные правые                 |
| Сен-Ло-2           |  | Матьё Жоан-Лепрель       | Разные правые                 |
| Сент-Илер-дю-Аркуэ |  | Жаки Буве                | Разные правые                 |
| Сент-Илер-дю-Аркуэ |  | Карин Майё               | Разные правые                 |
| Турлавиль          |  | Мадлен Дюбос             | Социалистическая партия       |
| Турлавиль          |  | Жиль Лелон               | Социалистическая партия       |
| Шербур-Октевиль-1  |  | Фредерик Бастьян         | Социалистическая партия       |
| Шербур-Октевиль-1  |  | Анна Пик                 | Социалистическая партия       |
| Шербур-Октевиль-2  |  | Карин Дюваль             | Социалистическая партия       |
| Шербур-Октевиль-2  |  | Себастьян Фаньен         | Социалистическая партия       |
| Шербур-Октевиль-3  |  | Франк Тизон              | Социалистическая партия       |
| Шербур-Октевиль-3  |  | Мари-Одиль Фере          | Социалистическая партия       |
| Экёрдрвиль-Энвиль  |  | Одиль Лефе-Верон         | Социалистическая партия       |
| Экёрдрвиль-Энвиль  |  | Доминик Эбер             | Социалистическая партия       |

## Состав Генерального совета (2011—2015)
|                        | Партия                    | Кол-во мест            |                        |
| Большинство (35 мест): | Большинство (35 мест):    | Большинство (35 мест): | Большинство (35 мест): |
| ---------------------- | ------------------------- | ---------------------- | ---------------------- |
|                        | Разные правые             | 21                     |                        |
|                        | Союз за народное движение | 9                      |                        |
|                        | Новый центр               | 3                      |                        |
|                        | Демократическое движение  | 1                      |                        |
|                        | Вставай, Франция          | 1                      |                        |
| Оппозиция (17 мест):   |                           |                        |                        |
|                        | Социалистическая партия   | 12                     |                        |
|                        | Разные левые              | 5                      |                        |